# Comuna Velîki Mejîrici, Koreț
Velîki Mejîrici (în ucraineană Великі Межирічі) este o comună în raionul Koreț, regiunea Rivne, Ucraina, formată din satele Dîven, Kolodiivka, Velîki Mejîrici (reședința) și Zastavea.

## Demografie
Componența lingvistică a comunei Velîki Mejîrici
     Ucraineană (99,02%)
     Alte limbi (0,91%)
Conform recensământului din 2001, majoritatea populației comunei Velîki Mejîrici era vorbitoare de ucraineană (99,02%), existând în minoritate și vorbitori de alte limbi.